# Stichting Kibii
Stichting Kibii is een organisatie die zich richt op kunst, muziek, dans en theater in Moengo, in het district Marowijne in het noordoosten van Suriname. De stichting werd in 2009 opgericht. Oprichtend voorzitter is de kunstenaar Marcel Pinas. In de eerste jaren stond de stichting onder meer achter de reizende kunstexpositie van Pinas, de Kibii Wi Koni.
In het oprichtingsjaar werd de Tembe Art Studio opgericht. Het centrum is gevestigd in het voormalige ziekenhuis van Moengo, dat door het bauxietbedrijf Suralco in bruikleen werd gegeven. In het centrum wordt wekelijks lesgegeven aan kinderen, in beeldende kunst, muziek, dans en toneel. De studio staat daarnaast centraal in de uitwisseling van  internationale kunstenaars, die er telkens rond de drie maanden verblijven. In de nabijheid richtte Kibii het Marowijne Art Park op, dat mettertijd groeit omdat bezoekende kunstenaars daar elk een kunstwerk aan doneren.
In 2011 richtte Stichting Kibii het Contemporary Art Museum Moengo op. Dit is het eerste museum voor hedendaagse kunst in Suriname.
Sinds 2013 is de stichting de organisator achter het Moengo Festival. Het aantal bezoekers groeit jaarlijks en bedroeg in 2018 inmiddels meer dan twintigduizend. Het jaarlijkse festival wisselt elke drie jaar af in de thema's muziek, theater/dans en beeldende kunst.
In 2015 richtte Kibii de Tembe Recording Studio op die de mogelijkheid heeft live-uitvoeringen van bands op te nemen. De studio dient ook als trainingscentrum voor muziekopname voor jongeren.